# Poecilia teresae
Poecilia teresae là một loài cá nước ngọt thuộc chi Poecilia trong họ Cá khổng tước. Loài này được mô tả lần đầu tiên vào năm 1990.

## Phân bố và môi trường sống
P. teresae được tìm thấy ở sông Macal, tọa lạc trên đỉnh núi Mountain Pine thuộc dãy núi Maya ở Belize.

## Mô tả
Mẫu vật lớn nhất của P. teresae có chiều dài cơ thể được ghi nhận là gần 5 cm.